# Меліде (Тічино)
Меліде (італ. Melide) — громада  в Швейцарії в кантоні Тічино, округ Лугано.

## Географія
Громада розташована на відстані близько 160 км на південний схід від Берна, 28 км на південь від Беллінцони.
Меліде має площу 1,7 км², з яких на 33,5% дозволяється будівництво (житлове та будівництво доріг), 0,6% використовуються в сільськогосподарських цілях, 65,2% зайнято лісами, 0,6% не є продуктивними (річки, льодовики або гори).

## Демографія
2019 року в громаді мешкало 1806 осіб (+12% порівняно з 2010 роком), іноземців було 36,7%. Густота населення становила 1075 осіб/км².
За віковим діапазоном населення розподілялося таким чином: 16,4% — особи молодші 20 років, 60,1% — особи у віці 20—64 років, 23,5% — особи у віці 65 років та старші. Було 868 помешкань (у середньому 2 особи в помешканні).